# 程俊博
程俊博（1986年11月27日—），中国致公党党员，中国演员，共青团重庆市第二次代表大会代表。上海戏剧学院表演系毕业，被誉为新一代上戏校草。他是千龙娱乐微笑公益行微笑大使兼任活动执行，中国播音主持网2011年形象代言人，北京市疾病预防控制中心CDC网站联盟防艾宣传大使，智行基金会淡蓝健康形象使者。2011年与黎明、高圆圆主演电影《上海滩之君子道》。